# بیرکنبل
بیرکنبل (به آلمانی: Birkenbeul) یک شهر در آلمان است که در راینلاند-فالتس واقع شده‌است.

## خصوصیات
بیرکنبل ۵۰۱ نفر جمعیت دارد.